# Maison vicariale de Marche-en-Famenne
La maison vicariale ou maison des vicaires est un immeuble classé situé dans le centre de la ville de Marche-en-Famenne en Belgique (province de Luxembourg).  

## Localisation
L'immeuble est situé à Marche-en-Famenne, au no 4 de la place Toucrée. La maison est aussi visible depuis l'avenue de France.

## Historique
L'origine de la maison remonte à la première moitié du XVIe siècle. Par la suite, l'immeuble subit de nombreuses transformations au cours des siècles suivants. La maison sert de refuge aux moines de l'abbaye Notre-Dame de Saint-Rémy de Rochefort de 1652 à 1750 ou 1751. Ensuite, elle devient la propriété de Laurent le Jeune, seigneur de Lulange, puis de la famille de Martial et, en 1777, de la veuve de Pierre de Labeville. Elle abrite actuellement le vicaire de la paroisse Saint-Remacle.

## Description
La maison vicariale se compose de la maison proprement dite comprenant trois niveaux et, à gauche de celle-ci, d'une tour carrée haute de quatre niveaux. Sur la façade latérale, on peut observer un petit linteau en accolade, sans doute d'origine, qui surmontait une baie actuellement murée.